# 広坂安伸
広坂 安伸（ひろさか やすのぶ、1963年10月1日 - ）は、NHKの元エグゼクティブアナウンサーで現在嘱託職。

## 人物
愛知県名古屋市生まれの東海市出身。愛知県立半田高等学校を経て、北海道大学法学部卒業後の1988年に入局。
歌人の広坂早苗は実妹。
好きな食べ物は蕎麦パスタチーズ、ニンニク料理。
特技はダーツで、かつて日本代表に選ばれたことがある。

## 挿話
- 入局以来スポーツアナウンサーとして活躍しており、2008年8月、2009年8月に全国高等学校野球選手権大会決勝戦の放送席実況を担当。
- 春夏合わせて8回の甲子園開会式実況を担当しており、これはNHKの現役アナとしては最多記録。
- 1998年の長野オリンピック実況以来、ウインタースポーツの中継も得意としている（出身校が北大、初任地が旭川ということも関係していると思われる）。2006年のトリノオリンピック、2010年のバンクーバーオリンピックではNHKと日本民間放送連盟に加盟する各社で構成されるジャパンコンソーシアムのアナウンサーの一員としてラジオ中継を担当（冬季オリンピックは正式にはNHK単独での中継）、フィギュアスケート、ジャンプなど音声のみで伝えることは困難とされる種目を正確にこなして実力を示した。
- 2012年のロンドンオリンピックではバレーボール女子の3位決定戦、日本対韓国戦の実況を担当し[2]、『探していた、見失っていた光はロンドンの風の中にありました』と、ロサンゼルスオリンピック以来28年ぶりの日本の銅メダル獲得を実況した[3]。
- 2013年プロ野球東北楽天ゴールデンイーグルスの初の日本一をテレビ実況、「東北の夢、ここに叶いました」と伝えた。
- 2023年10月末日付で60歳定年を迎えたが、現在も嘱託職（再雇用）として活動している。

## 現在の出演番組
- Live Love ひょうご→リブラブひょうご（キャスター、隔週：2023年7月3日 - ）
- リブラブひょうご845（不定期）
- NHKプロ野球他スポーツ中継（高校野球、バレーボール、陸上競技、フィールドホッケー、 ウィンタースポーツなど）

## 過去の出演番組
旭川放送局時代
- FMリクエストアワー
- ゆく年くる年（中継）

長野放送局時代
- 長野オリンピック（リポート・事前企画、1998年）五輪本番ではジャンプやアイスホッケーのラジオ中継も担当した。
- イブニングネットワーク信州（オリンピックコーナーは現QVCナビゲーターの橘俊江が務めていた）
- おはよう信州

情報ネットワーク出向時代
- メジャーリーグ中継
- Vリーグ（バレーボール）中継

※本人もプレーしていた経験があるため戦術や技術に非常に詳しく、この競技の中継によく見られるスター選手を連呼して盛り上げるスタイルとは一線を画する。
その他の番組
- てっぱん（連続テレビ小説）第85話　劇中、駅伝実況の声を担当。

神戸放送局時代
- ニュースKOBE発（不定期、和田光太郎・片山智彦のキャスター代行など）
- 兵庫ニュース845

名古屋放送局時代
- 東海北陸のニュース
- ラジオ深夜便『ラジオ文芸館』（朗読・2022年3月7日）

大阪放送局時代
- 関西のニュース
- ほっと関西（ニュースリーダー）
- 関西発ラジオ深夜便（アンカー・2022年10月21日 - 22日、2023年2月17日 - 18日、7月21日 - 22日、2024年1月19日 - 20日）